# ゲノフェーファ
『ゲノフェーファ』 Op.81 (Genoveva)は、ロベルト・シューマンが作曲した4幕からなるオペラ。読みによっては『ゲノヴェーヴァ』とも表記されるが、読みは一定しない。

## 作曲の経緯

### 着想から作曲、完成まで
シューマンは『ゲノフェーファ』を作曲する以前の1844年に『海賊』(Der Korsar)と題する最初のオペラを作曲したが、途中で満足できなかったのかそのまま放棄され、現在は断片のみが現存するだけである。『ゲノフェーファ』はシューマンが唯一完成したオペラということになる。
『海賊』の作曲を経て、一時期はオペラの作曲から離れるが、精神疾患に悩まされながらも、1847年の3月頃に再びオペラの創作を考え始める。同年の4月1日に、以前からすでに読み終えていたクリスティアン・フリードリヒ・ヘッベルの戯曲『ゲノフェーファ』の作曲を決意し、台本の作成を友人で詩人のロベルト・ライニック(Robert Reinick)に依頼する。しかしライニックのテキストに不満を示し、5月14日に原作者のヘッベル本人に助言を求めて直接訪問しているが、ヘッベルからは何も得ることは出来なかったようである。最終的にヘッベルの原作とルートヴィヒ・ティーク(Ludwig Tieck)の戯曲(または悲劇)『聖女ゲノフェーファの生と死』(1820年)を参考したうえ、ライニックの台本を基にシューマン自身が書き改めることになる。
作曲は4月5日に序曲の構想及びスケッチを大まかに書き上げており、5月頃には本格的に序曲のスケッチに着手する。同年の12月26日に序曲が完成し、完成後間もなく1848年1月3日に第1幕のスケッチに着手、2月4日に第2幕のスケッチがほぼ終え、3月30日に総譜を完成。第3幕は4月24日に着手したうち5月3日に終わらせ、第4幕を6月27日に終了している。全体の完成は同年の8月4日に完了したが、翌年の1849年まで細部の手直しを行う。

### 初演と出版
1850年の6月25日に、ライプツィヒの国立歌劇場でシューマン自身の指揮で行われたが、評判は芳しくなく、大きな成功を収めることはできなかった。初演を見た批評家のエドゥアルト・ハンスリックは「叙事詩的」と評している。なお6月30日に友人リーツの指揮による3回目の上演は成功している。初演から30年の間、ドイツの各地で17回上演された記録が残されているが、いずれも成功を収めることはなかった。
1851年に序曲とピアノ・スコアのみが出版され、オペラの総譜は1880年にライプツィヒのペータース社から出版された。

## 楽器編成
- 木管楽器:フルート2、オーボエ2、クラリネット2、ファゴット2、ピッコロ
- 金管楽器:ホルン4、トランペット2、トロンボーン3、テューバ
- 打楽器:ティンパニ、シンバル、タムタム
- その他:弦5部

舞台上(バンダ)
- 木管楽器:ピッコロ2、クラリネット2
- 金管楽器:トランペット4、バストロンボーン、トロンボーン3（任意）

## 登場人物
| 人物名         | 声域     | 役                         |
| -------------- | -------- | -------------------------- |
| ゲノフェーファ | ソプラノ | 伯爵の妻                   |
| ジークフリート | バリトン | パルティン領の伯爵         |
| ゴロー         | テノール | ジークフリートの友人、家臣 |
| ヒドゥルフス   | バリトン | トリエルの司教             |
| マルガレータ   | アルト   | ゴローの乳母、魔女         |
| ドラゴ         | バス     | 侍従                       |
| バルトハーザー | テノール | 猟夫                       |
| カスパール     | バリトン | 猟夫                       |

その他(合唱):使用人たち、兵士たち

## 演奏時間
全曲は約2時間。第1幕（約30分)、第2幕（約25分）、第3幕（約25分）、第4幕（約30分）

## あらすじ
時と場所:730年頃。ジークフリートの城とその周辺、及び戦地のストラスブール。

## 参考資料
- 作曲家別名曲解説ライブラリー シューマン（音楽之友社）、他